# Hendrik Charles Focke
Hendrik Charles Focke ( 1802 - 1856 ) fue un abogado, botánico de madre negra y padre blanco, indonesio-neerlandés.
Recibió su educación en los Países Bajos (en Utrecht, obteniendo su doctorado en 1827). Volvió en 1834 a Surinam, y fue auditor de guerra, y más tarde presidente de una empresa comercial. Murió en su ciudad natal el 29 de junio de 1856.

## Algunas publicaciones
- 1850. Enumeratio diagnostica orchidearum quarundam Surinamensium. 11 pp.

### Libros
- 1827. De pretio in emtione venditione. Ed. Trajecti ad Rhenum. 99 pp.
- hendrik charles Focke, charles louis Drognat Landré, f.a.c. Dumontier, cornelis ascanius van Sypesteyn. 1855. West-Indië: Bijdragen tot de bevordering van de kennis der nederlandsch west-indische koloniën (Indias Occidentales: Contribuir a fomentar el conocimiento de las colonias neerlandesas de la India Occidental). Editado por: H.C. Focke, Ch. Landré, C.A. van Sypesteyn, F.A.C. Dumontier, vol. 1. 324 pp.
- 1855. Neger-engelsch woordenboek (Diccionario Negro-Inglés). Ed. P.H. van den Heuvell. 160 pp.

- La abreviatura «H.Focke» se emplea para indicar a Hendrik Charles Focke como autoridad en la descripción y clasificación científica de los vegetales.[1]